# Thereva neomexicana
Thereva neomexicana är en tvåvingeart som beskrevs av Cole 1923. Thereva neomexicana ingår i släktet Thereva och familjen stilettflugor.
Artens utbredningsområde är New Mexico. Inga underarter finns listade i Catalogue of Life.